# Prosopogryllacris okadai
Prosopogryllacris okadai är en insektsart som beskrevs av Ichikawa 2001. Prosopogryllacris okadai ingår i släktet Prosopogryllacris och familjen Gryllacrididae. Inga underarter finns listade i Catalogue of Life.